# Oldřichov (Nejdek)
Oldřichov (německy Ullersloh) je malá vesnice, část města Nejdek v okrese Karlovy Vary v Karlovarském kraji. Nachází se asi 3,5 kilometru severovýchodně od Nejdku.

## Historie
V roce 1939 zde žilo 464, většinou německých obyvatel. Součástí obce byly také samoty Saifenhäus(e)l a Tellerhäuser, obě položené při železnici Karlovy Vary – Johanngeorgenstadt.
První písemná zmínka o vesnici pochází z roku 1568. Již brzy se v okolí provozovalo hornictví, jak dokládá zápis z nejdecké horní knihy z roku 1581. V roce 1651 zde bylo napočítáno 64 obyvatel, v roce 1705 zde žilo již 107 obyvatel, kteří patřili k nejdecké farnosti, v roce 1930 to bylo 443 obyvatel.
Po roce 1945 muselo německé obyvatelstvo obec opustit. V horní části pak byly prakticky všechny prázdné domy zbourány a plochy byly zalesněny. Pouze v dolní části se zachovalo dodnes několik domů, které převážně slouží k rekreaci.

## Přírodní poměry
Oldřichov leží pod hřebenem Krušných hor, v chráněném, k jihu otevřeném údolí. Vsí vede spojovací silnice z Lužce, která ústí na státní silnici z Nejdku do Perninku. Do katastrálního území Oldřichov u Nejdku zasahuje část ptačí oblasti Západní Krušné hory.

## Obyvatelstvo
Při sčítání lidu v roce 1921 zde žilo 443 obyvatel (z toho 211 mužů), z nichž bylo 441 Němců a dva cizinci. Až na jednoho evangelíka se hlásili k římskokatolické církvi. Podle sčítání lidu z roku 1930 měla vesnice 476 obyvatel: jednoho Čechoslováka, 473 Němců a dva cizince. Kromě dvou evangelíků a 27 lidí bez vyznání byli římskými katolíky.
| Rok            | 1869 | 1880 | 1890 | 1900 | 1910 | 1921 | 1930 | 1950 | 1961 | 1970 | 1980 | 1991 | 2001 | 2011 | 2021 |
| -------------- | ---- | ---- | ---- | ---- | ---- | ---- | ---- | ---- | ---- | ---- | ---- | ---- | ---- | ---- | ---- |
| Počet obyvatel | 435  | 437  | 434  | 471  | 495  | 443  | 476  | 11   | 27   | 6    | 5    | 8    | 12   | 14   | 12   |
| Počet domů     | 65   | 66   | 69   | 71   | 74   | 74   | 83   | 94   | 94   | 2    | 3    | 4    | 5    | 7    | 8    |

## Obecní správa
Při sčítání lidu v letech 1869–1930 Oldřichov byl samostatnou obcí, se kterým patřil nejprve do okresu Kraslice, ale v letech 1910–1930 v okrese Nejdek. Od roku 1952 je částí města Nejdek, se kterým patřil nejprve do okresu Karlovy Vary-okolí, ale od roku 1960 v okrese Karlovy Vary.